# Esplanade Renée-Lebas
L'esplanade Renée-Lebas est une place du 11e arrondissement de Paris, en France.

## Situation et accès
Elle correspond au terre-plein central de la rue Saint-Bernard.

## Origine du nom
L'esplanade porte le nom de la chanteuse et productrice Renée Lebas (1917-2009),.

## Historique
La médiane de la rue Saint-Bernard est dénommée « esplanade Renée-Lebas » et inaugurée le 6 mars 2014 par Patrick Bloche et Bruno Julliard.

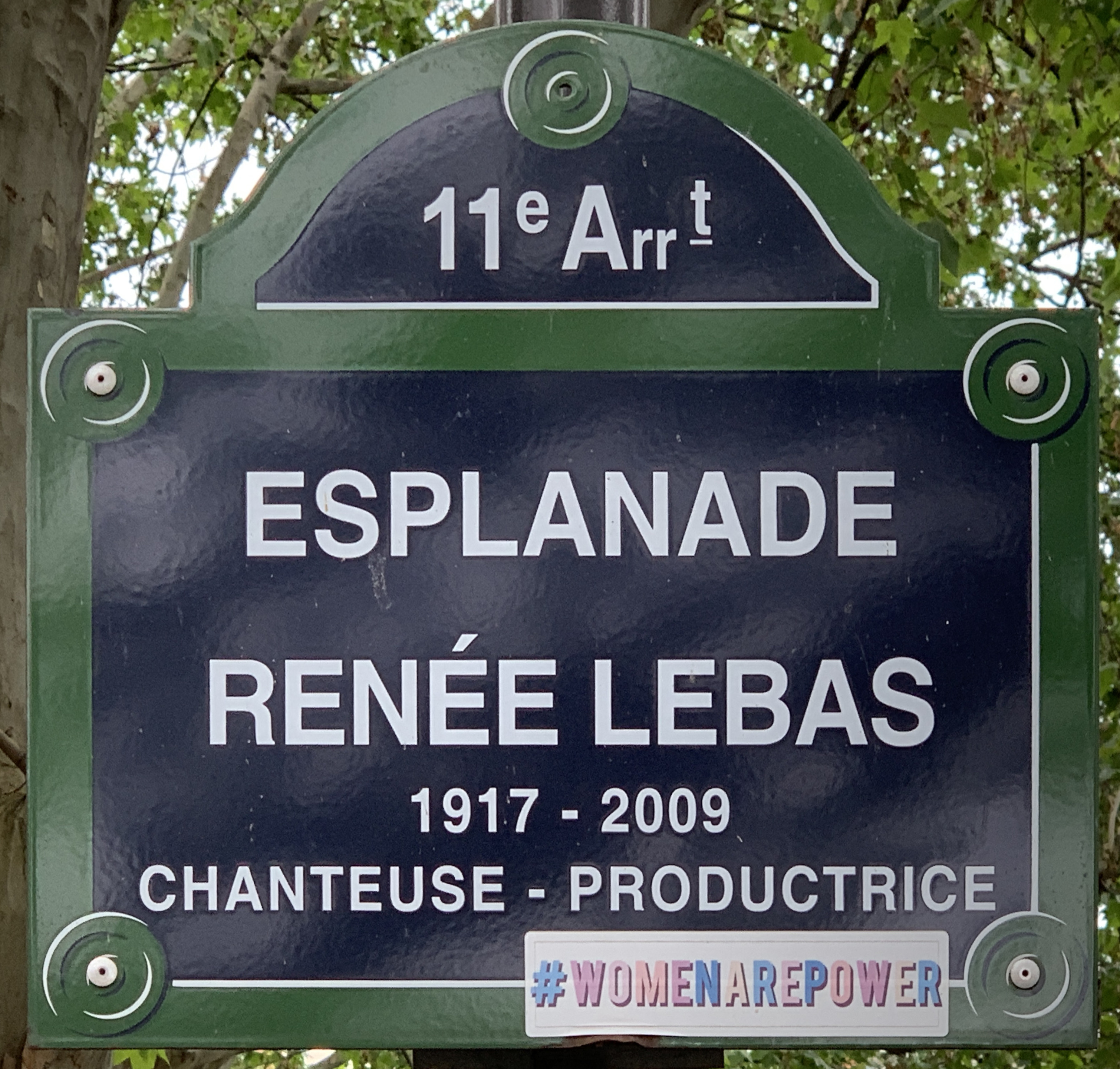
Panneau de l'esplanade.